# Mesoleptus arrogans
Mesoleptus arrogans là một loài tò vò trong họ Ichneumonidae.